# Opel Monza
Az Opel Monza az Opel első, egyetlen és vélhetően utolsó nagy luxuskupéja. 1978-1986 között készült. 1978-1982 Monza A1 és 1982-1986 között Monza A2 (facelift) néven. 1980 és 1982 között létezett gyári félfaceliftes (A1+) verzió, ez technikailag megkapta a faceflift fejlesztéseit (átdolgozott motorhűtőkör, új műszerfal, új alvázszámkiosztás stb.) de kívülről még a régi lámpákat, régi krómelemeket és lökhárítókat kapta meg.
A német Opel az közép/felső osztályba pozicionálta a modellt, mely tulajdonképpen az Opel Senator egy enyhén rövidített (-25mm) tengelytávú kupé változata volt. A gyártó minden energiáját belefektette, hogy az Opel nívóját a BMW/Mercedes szintjére tudja emelni, de annak ellenére hogy az autó műszaki tartalma ennek megfelelt, ez a próbálkozás utód nélkül zárult, és az összesen 8 évnyi gyártás ellenére is csak közel 44 000 darabot sikerült legyártani.
Műszaki tartalmát tekintve előremutató volt a kétkörös négy tárcsafék, fékerőelosztóval, később rendelhető ABS-el, a négy teljesen független kerékfelfüggesztés, a széria halogénizzók(H4) és a temérdek rendelhető extra ami a saját korában bizony a BMW/Mercedes műszaki/luxus szintjére emelte a modellt. Ilyenek többek között a légkondicionáló berendezés, az elektromos ablakok, ülésmagasságállítás, elektromos- fűthető tükrök, központi zár, állítható magasságú kormányoszlop, ülésfűtés, szélvédőbe integrált rádióantenna, automatikus járműmagasságvezérlés, boardcomputer, tetőablak, digitális műszerfal, sperrdiferenciálmű, etc.
Motorizáltságát tekintve elérhető volt először hat- majd később négyhengeres benzinmotorokkal a táblázat szerint, illetve rendelhető volt a facelift után turbódiesel motorral is, melyből ha igaz az interneten több helyen is megtalálható táblázat mindössze 2 darabot szállított ki a gyár.

## Gyártási számok

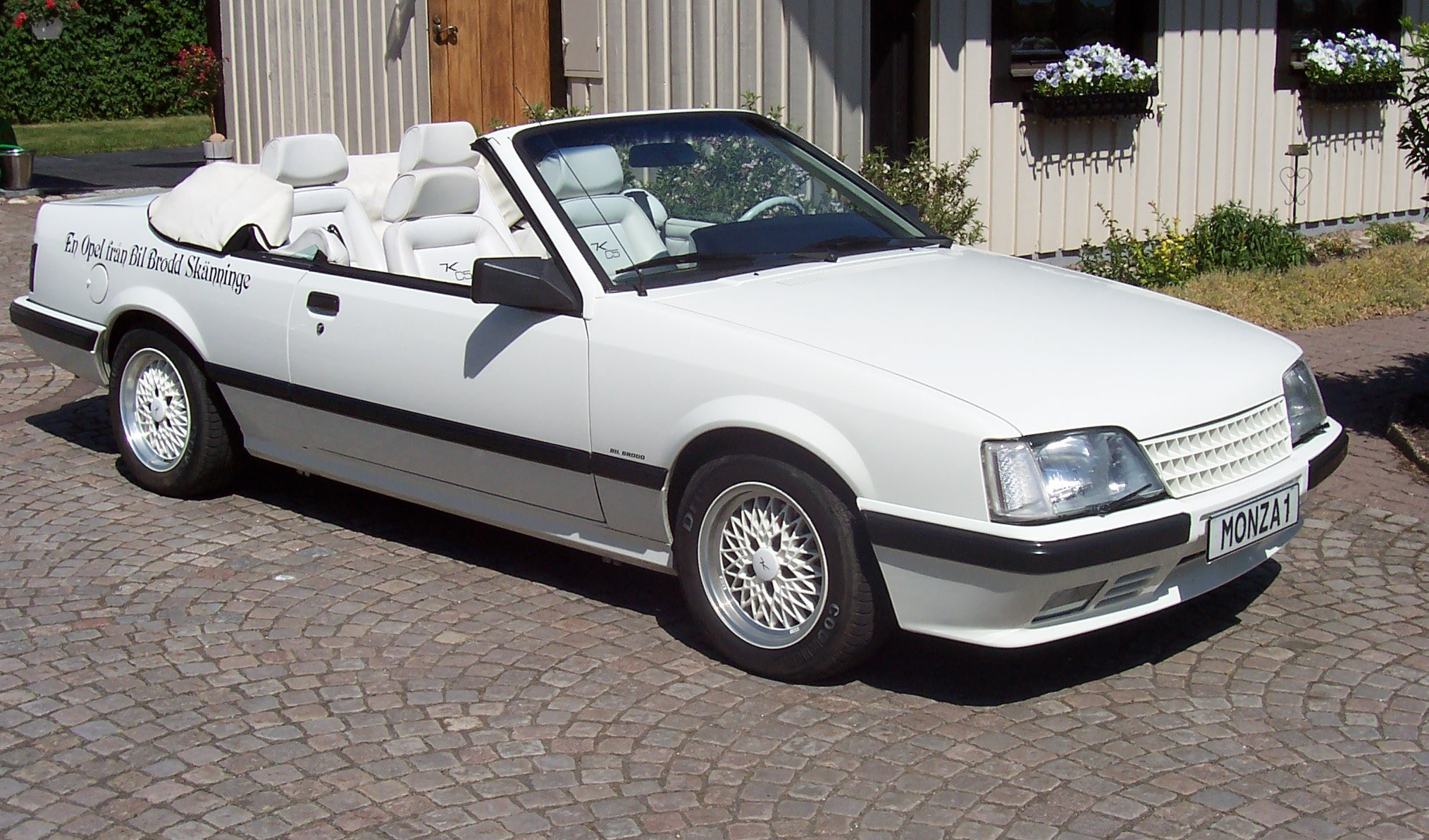
Kis szériában a Keinath cég készített a facelifes változatból 144 db Cabriót, ezen autók értéke mára ~40.000 Euro nagyságrendjébe esik.

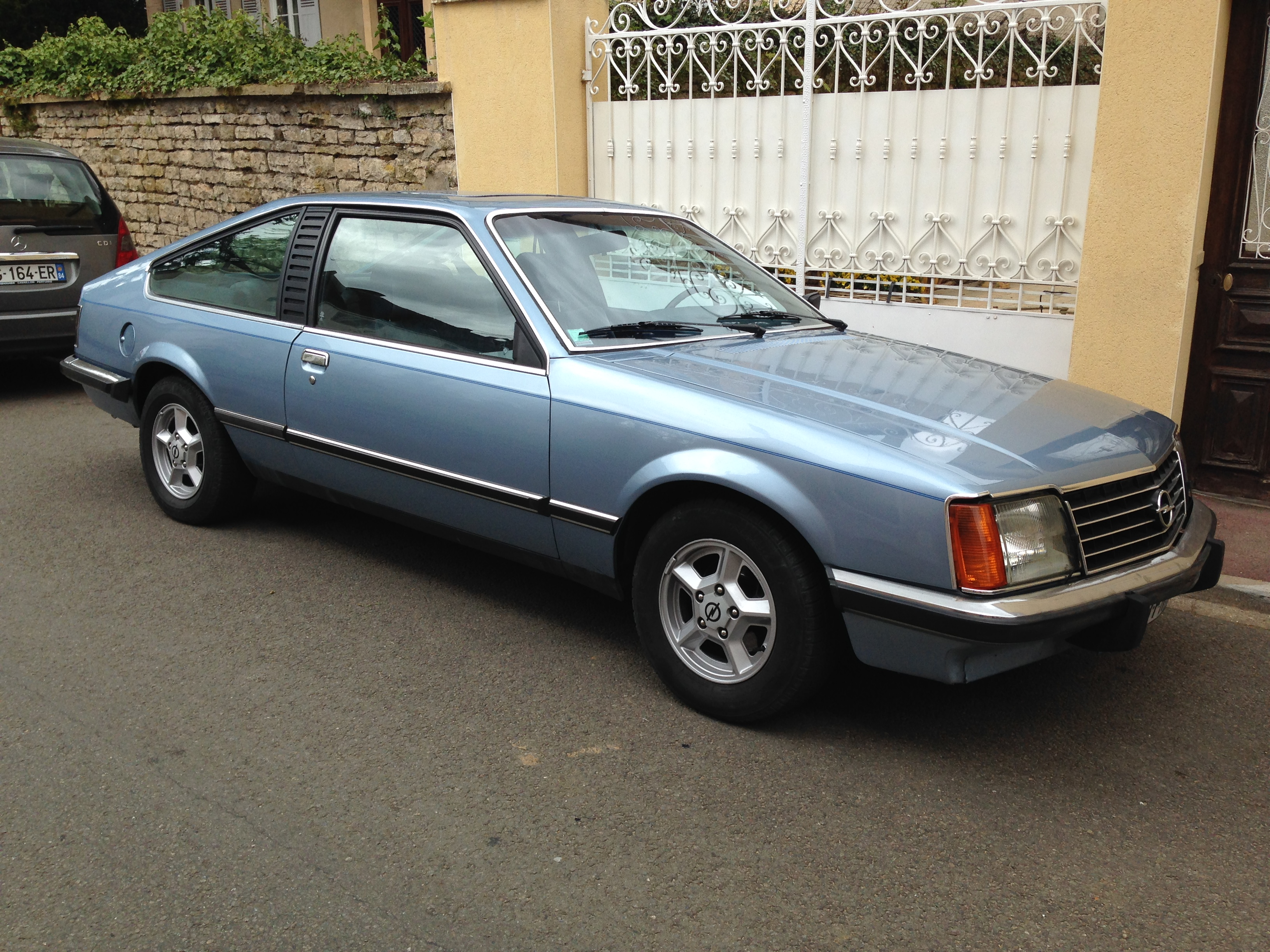
Monza A1

| Monza A1  |           |
| Motor     | Darabszám |
| --------- | --------- |
| 2,5S      | 5         |
| 2,5E      | 2708      |
| 2,8H      | 6983      |
| 3.0H      | 2576      |
| 3.0E      | 14946     |
| Monza A2  |           |
| Motor     | Darabszám |
| 2.0E      | 971       |
| 2,2i      | 726       |
| 2,3TD     | 2         |
| 2,5i      | 4199      |
| 3,0i      | 10340     |
| 3,0i Kat. | 356       |

## Technika
A főleg erősebb motorok folyamatos hűtési problémákkal küzdöttek, mutatja ezt az is, hogy a hűtőkörökhöz többször hozzányúlt a gyár, a gyártás utolsó éveire még egy köztes olajhűtőt is kaptak egyes modellek.
Az autó egyébként robusztus, túltervezett mechanikus részegységekkel rendelkezik, a láncos vezérlésű motorok és a túlméretezett futóműalkatrészekkel ritkán akad gond. A legtöbb probléma a korróziós problémák témakörébe esik, főleg az első rugótányér környékén illetve tulajdonképpen bárhol képes kikezdeni a víz a karosszéria különböző részeit. A típus elektromos rendszere is idővel képes nem várt hibajelenségeket produkálni, az autó gyártása során számtalanszor változott egyes elemek kábelezése, ezért ennek javítása is idő és erőforrásigényes küldetés.